# Креттиард

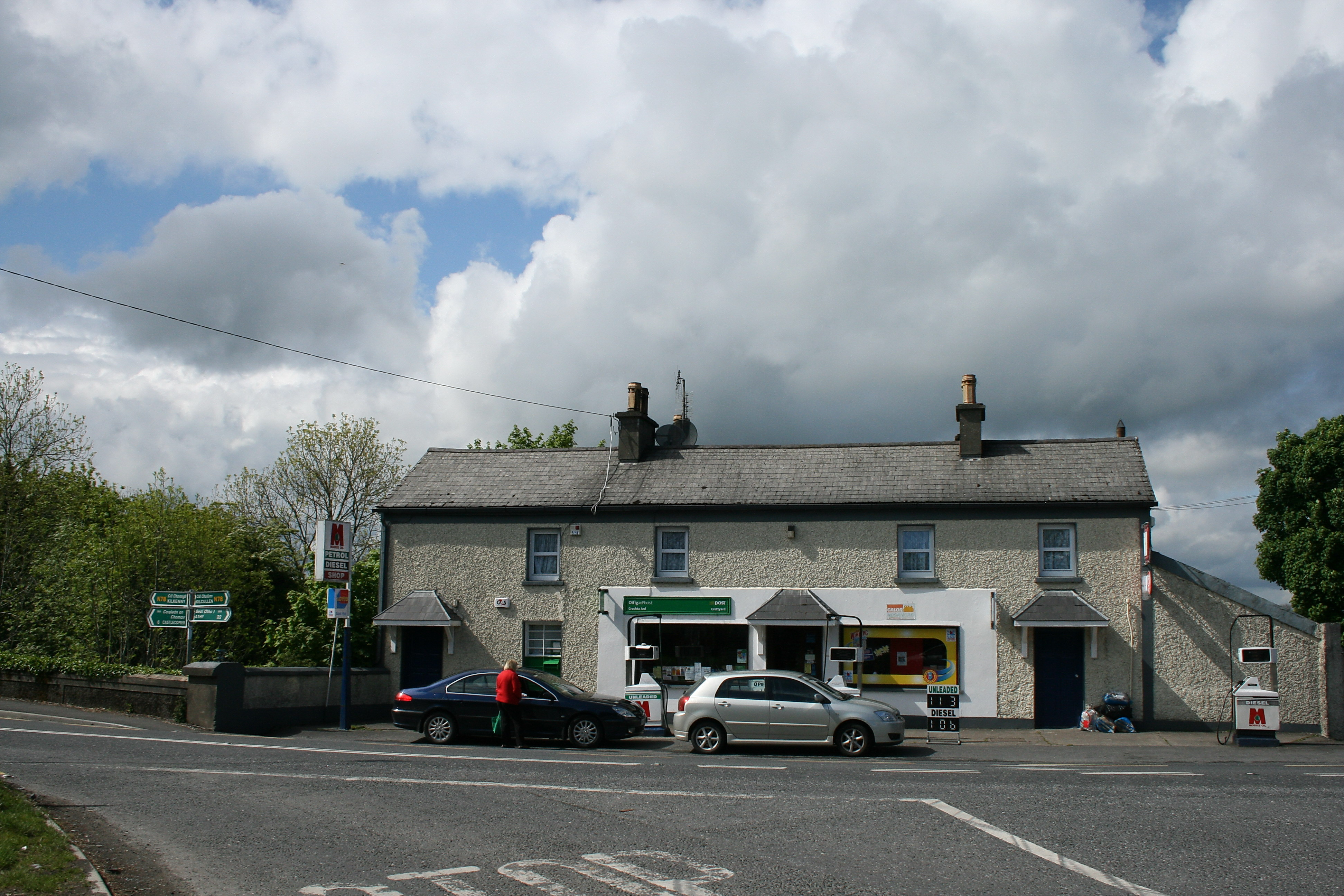

Креттиард (англ. Crettyard; ирл. Crochta Ard) — деревня в Ирландии, находится в графстве Лиишь (провинция Ленстер) на перекрёстке трасс N78 и R431.